# Василиј Василаке
Василиј Василаке (Унцешти, 4. јул 1926 — Кишињев, 8. јул 2008) био је молдавски књижевник, новинар, есејист, педагог, романсијер и сценариста.

## Биографија
Василиј Василаке је рођен 4. јула 1926. године у Унцештију, од оца Јона Василакеа и мајке Елизабете Василаке. Године 1956. постао је члан Молдавског савеза књижевника.
Василаке је преминуо 8. јула 2008. године, а сахрањен је на централном гробљу у улици Арменеаска у Кишињеву.
Василиј Василаке је био префињени интелектуалац, душа фасцинирана свиме што значи аутентична култура, посебан пријатељ, дискретан и елегантан, који је увек зрачио духовном топлином.
навео је писац Серафим Сака на сахрани Василакеа. Председник Молдавског савеза књижевника Михај Чимпои рекао је да је Василаке оставио велики трагу молдавској култури.

## Награде
- Орден Републике (Молдавија) (1996), највише државно признање
- „Insigna de Onoare” (1986)
- Premiul Naţional pentru literatură (1994),
- „Opera Omnia” al Uniunii Scriitorilor din Moldova.[4]
- Premiat pentru scenariul documentar "Eu şi ceilalti...", Riga, 1969